# Buota (Abaiang)
Buota ist ein Ort im südlichen Teil des pazifischen Archipels der Gilbertinseln nahe dem Äquator im Staat Kiribati.

## Geographie
Der Ort liegt im Süden der Ostküste des Atolls Abaiang zwischen Tuarabu und Tanimaiaki.

## Klima
Das Klima ist tropisch heiß, wird jedoch von ständig wehenden Winden gemäßigt. Ebenso wie die anderen Orte der südlichen Gilbertinseln wird Buota gelegentlich von Zyklonen heimgesucht.